# Kongsfjord
Kongsfjord är en ort i Berlevågs kommun i Finnmark fylke i norra Norge. Orten ligger vid fylkesväg 890, på västra sidan av Kongsfjorden. Här finns Kongsfjords bönhuskapell.

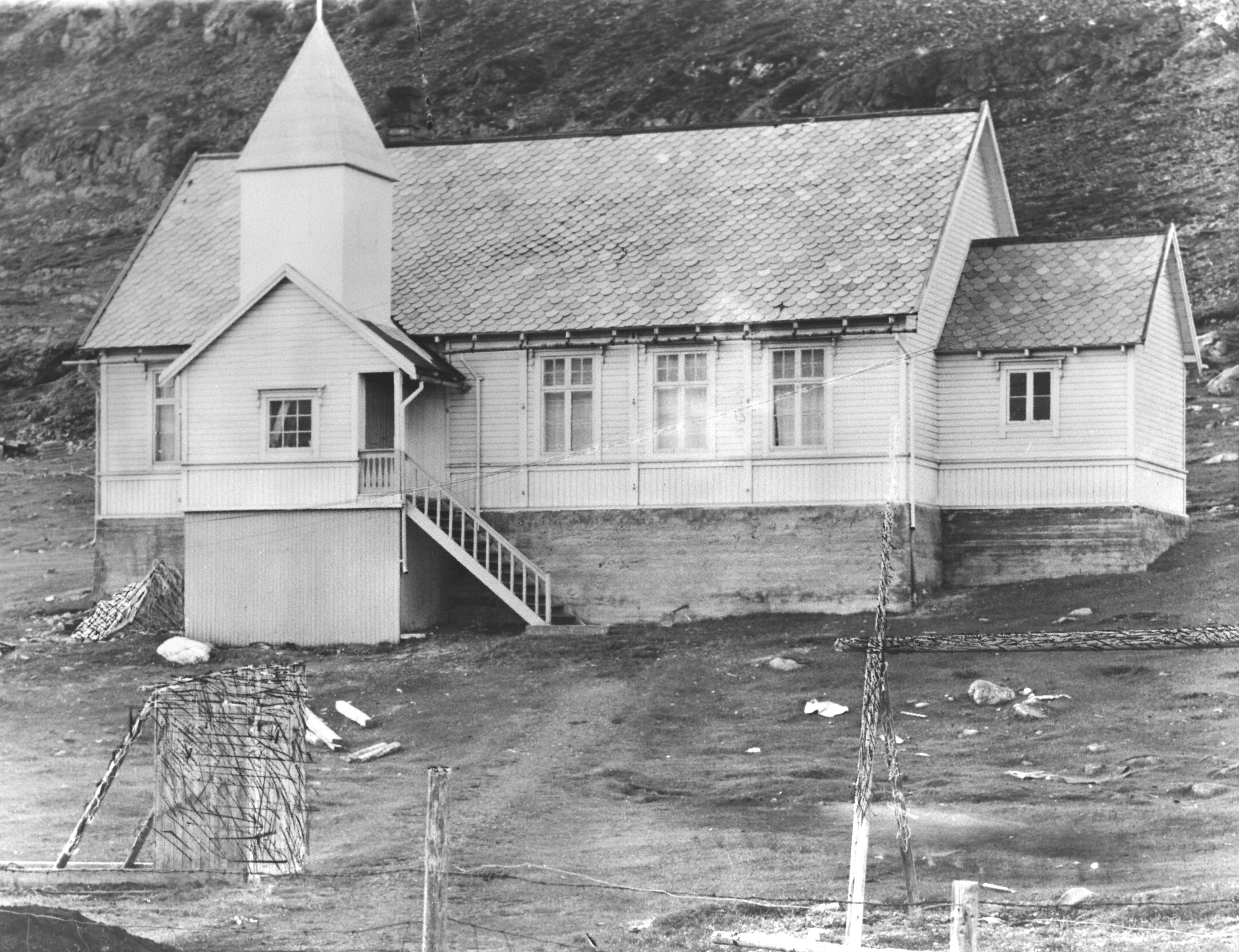
Kongsfjords bönhuskapell 1929.